# Galassia Leo T
Leo T è una galassia nana situata nella costellazione del Leone e scoperta nel 2006 grazie ai dati raccolti dallo Sloan Digital Sky Survey. 
La galassia dista circa 420.000 parsec dalla Terra, dalla quale si allontana alla velocità di 35 km/s. La velocità, rispetto alla Via Lattea, è di circa -60 km/s che implica un lento avvicinamento alla nostra galassia.
Leo T è classificata come un oggetto transizionale (da qui la T del suo nome) tra galassia nana sferoidale (dSph) e galassia nana irregolare (dIrr). Il suo raggio effettivo è di circa 180 parsec.

## Caratteristiche fisiche
Leo T è una delle galassie satelliti della Via Lattea più piccole e deboli; la sua luminosità integrata è di circa 40.000 volte quella del Sole (luminosità assoluta visibile di −7,1). Tuttavia la sua massa è circa di 8 milioni di masse solari con un rapporto massa/luminosità intorno a 140, e pertanto un valore così alto implica che Leo T è dominata dalla materia oscura.
La popolazione stellare di Leo T è composta sia da stelle vecchie che stelle giovani. Le prime si sono formate probabilmente tra 12 e 6 miliardi di anni fa. La metallicità delle vecchie stelle è molto bassa con un rapporto [Fe/H] ≈ −2,02 ± 0,54 e quindi contengono elementi pesanti in una quantità 100 volte inferiore a quella del Sole. Le vecchie stelle osservate sono principalmente giganti rosse, benché siano state scoperte un certo numero di stelle del ramo orizzontale del diagramma H-R e stelle red clump (stelle intermedie ad alta metalliticità, con bassa temperatura e luminosità intermedia). Dopo una pausa, l'attività di formazione stellare è ripresa circa un miliardo di anni fa con una generazione di giovani stelle blu che attualmente costituiscono circa il 10% di tutta la massa stellare e sembrano più concentrate nelle regioni centrali di Leo T rispetto alla popolazione stellare anziana. Attualmente non si rileva un'attività di formazione stellare.
Leo T contiene una notevole quantità di gas di idrogeno neutro (HI) con una massa pari a 2,8 x 105 masse solari, che rappresenta tre volte la massa delle stelle contenute nella galassia. Il gas è costituito da due componenti principali: uno freddo, al centro, di temperatura intorno a 500 K e uno caldo, distribuito in tutta la galassia, con una temperatura di 6.000 K. Tuttavia, la densità del gas non è sufficiente per avviare la formazione stellare, ma la presenza di idrogeno gassoso potrebbe indicare la possibilità, in futuro, della formazione di nuove stelle.
Leo T potrebbe essersi formata quando, dopo l'epoca della reionizzazione, un piccolo alone di materia oscura aveva dato inizio all'accrescimento di gas che in seguito innescò la nascita della prima generazione di vecchie stelle.